# لهوتا پود لیبتشانی
لهوتا پود لیبتشانی (به چکی: Lhota pod Libčany) یک منطقهٔ مسکونی در جمهوری چک است که در ناحیه هرادتس کرالووه واقع شده‌است. لهوتا پود لیبتشانی ۹۲۶ نفر جمعیت دارد.